# Cantó de Mézières-Centre-Oest
El cantó de Mézières-Centre-Oest és un cantó francès del departament de les Ardenes, situat al districte de Charleville-Mézières. Té 10 municipis i el cap és Charleville-Mézières.

## Municipis
- Belval
- Charleville-Mézières (part)
- Évigny
- Fagnon
- Neuville-lès-This
- Prix-lès-Mézières
- Sury
- This
- Warcq
- Warnécourt

## Història
| Data d'elecció                           | Identitat      | Partit                    | Qualitat |
| ---------------------------------------- | -------------- | ------------------------- | -------- |
| 1945-1977                                | Robert Ninitte | PCF                       |          |
| 1977-1988                                | Alain Léger    | PCF                       |          |
| 1988-                                    | Pierre Pandini | Divers gauche, després PS |          |
| les dades anteriors no són pas conegudes |                |                           |          |
|                                          |                |                           |          |

## Demografia
| A partir de 1990: Població sense dobles comptes |